# اعداد زوج و فرد

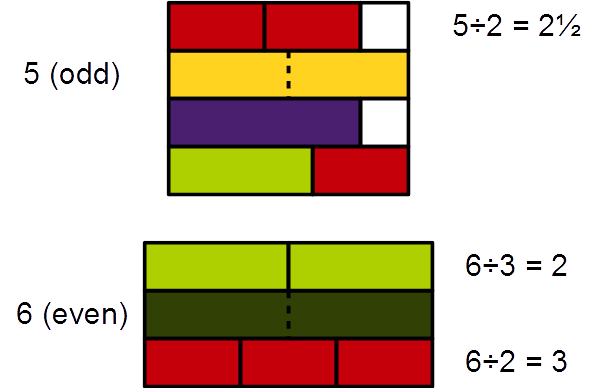

در ریاضیات، همالی (به انگلیسی: Parity) خاصیت یک عدد صحیح است که یا زوج (even) (جفت) (به انگلیسی: Couple) است یا فرد (odd) (تک) (به انگلیسی: Single). اعداد صحیح با توجه به بخش‌پذیری‌شان به عدد دو، به دو بخش زوج و فرد تقسیم می‌شوند. اعداد فرد به اعداد صحیحی گفته می‌شوند که بر دو بخش پذیر نباشند. (حاصل تقسیم آنها به دو یک عدد صحیح و باقی‌مانده یک باشد.) اعداد فرد در ریاضی در مقابل اعداد زوج قرار دارند و مضرب دو نیستند. كه فرمول اعداد فرد مي‌شود 2n-1 
به ازای هر عدد صحیح مانند n هر عدد k زوج است اگر و تنها اگر k=۲n باشد
یا عدد صحیحی که ۲ را عاد کند زوج است (در حالت کلی تر اگر عددی، عدد زوجی را عاد کند زوج است)
به ازای هر عدد صحیح مانند n هر عدد p فرد است اگر و تنها اگر p=۲n-۱ باشد
یا عدد صحیحی که ۲ را عاد نکند فرد است (در حالت کلی تر اگر این عدد صحیح هیچ عدد زوجی را عاد نکند فرد است)
به عبارت دیگر برای اثبات زوج بودن یک عدد کافی است ثابت کنیم از یک عدد فرد یک واحد کمتر است (یا بیشتر است)
به همین صورت برای اثبات فرد بودن یک عدد کافی است ثابت کنیم از یک عدد زوج یک واحد بیشتر (یا کمتر) است
- اعداد -۱ و -۳ و … فرد هستند
- اعداد -۲ و -۴ و … زوج هستند
- عدد صفر خصوصیات عدد زوج را دارد زیرا اگر k=2n باشد حالا اگر n=0 پس k برابر می‌شود با صفر پس صفر زوج است و صفر تقسیم بر 2 می‌شود 0 که صحیح است و اعشار ندارد پس صفر زوج است
- همچنین در پاسخ مطالب غیر علمی که بعضا در صفحات مجازی منتشر میشود اکثر اعداد زوج میتواند به اعداد فرد تقسیم شود بدون آنکه اعشار داشته باشد مانند ۶ تقسیم بر۳
- وبعضی اعداد مانند ۲۵۲۰ که حاصل ضرب ۷ روز هفته و ۳۰  روز ماه و ۱۲ ماه سال است به ۱ الی ۹ تقسیم شود اعشار ندارد که چیز عجیبی نیست و اگر مثلا عدد ۳۶۲۸۸۰ را که حاصل ضرب ۱ الی ۹ است و یا ۵۰۴۰ و ۱۰۰۸۰ و بسیاری دیگر را نیز بر ۱ الی ۹ تقسیم کنیم همین گونه است.

## عملیات ریاضی
- حاصل جمع دو عدد زوج، زوج است.
- حاصل جمع دو عدد فرد، زوج است.

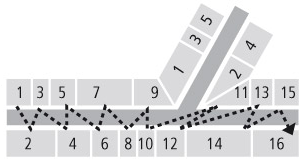
چیدمان پلاک خانه‌ها با اعداد زوج و فرد

- حاصل جمع یک عدد زوج با یک عدد فرد، فرد است.
- حاصل ضرب یک عدد فرد در هر عدد فردی، فرد است.
- حاصل ضرب یک عدد زوج در هر عدد صحیح، زوج است.
- جمع سه عدد فرد،فرد است.
- جمع دو تا عدد زوج و یک عدد فرد،فرد است.